# Phronia laffooni
Phronia laffooni är en tvåvingeart som beskrevs av Gagne 1975. Phronia laffooni ingår i släktet Phronia och familjen svampmyggor.
Artens utbredningsområde är Kalifornien. Inga underarter finns listade i Catalogue of Life.